# Colégio Sévigné
O Colégio Sévigné é uma escola particular da cidade de Porto Alegre, Rio Grande do Sul, fundada em 1° de setembro de 1900. Está localizado na Rua Duque de Caxias e atende alunos da educação infantil ao ensino médio. A escola é, atualmente, membro do Grupo Bom Jesus

## História
O Colégio foi fundado no dia 1º de setembro de 1900 pela madame francesa Emmeline Courteilh, esposa do agente consular da França em Porto Alegre, Octave Courteilh. Emmeline esteve na direção da escola até 1906, quando, por causa de sua saúde, retornou à França ao lado de seu marido, passando a direção para as Irmãs de São José.
O nome Sévigné foi uma homenagem à escritora francesa Marie de Rabutin-Chantal, a Marquesa de Sévigné.
Em 1927, a escola implementou o Curso Complementar para formação de professores. Um ano depois, a partir de um decreto municipal, a colégio transformou-se em Ginásio Municipal Feminino Sévigné. Em 1930, foi elevado à categoria de Ginásio Estadual.
Foi a primeira escola em Porto Alegre a oferecer Educação Infantil, mantendo, a partir de 1931, turmas mistas de Jardim da Infância.
Em 2008, o Colégio Sévigné passou a compor a Rede Educacional São José, em parceria com o Grupo Bom Jesus de Curitiba, Paraná
A partir de 2009, o Colégio Sévigné, juntamente com todas as outras unidades de ensino da Rede Educacional São José, passou a integrar definitivamente o Grupo Bom Jesus, descaracterizando as antigas cores azuis e o antigo símbolo do colégio, passando a adquirir símbolo e cores apenas da rede.

## Instituições complementares

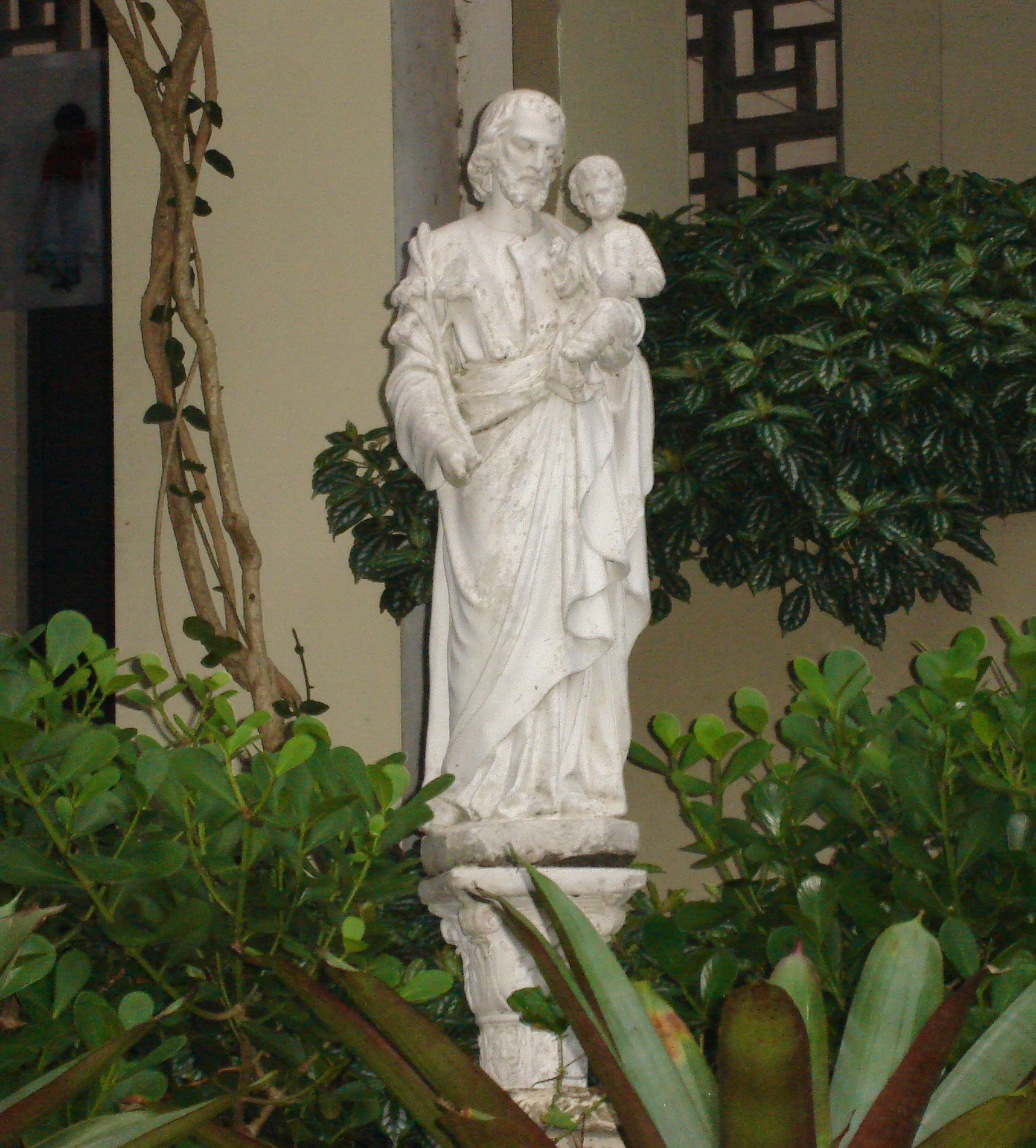
São José, padroeiro da escola.

- AMA - Associação Madre Augusta: fundada em 1952, reúne os ex-alunos do Colégio Sévigné. Tradicionalmente, é responsável pela venda de doces na Festa Junina;

- GES - Grêmio Estudantil Sévigné: fundado em 1946, reúne um conjunto de estudantes que representam o corpo discente dentro e fora do colégio. Tradicionalmente, é responsável pela Gincana Cultural Sévigné, existente desde 1994, e pelos campeonatos esportivos interturmas.

## Alunos famosos
- Alice Soares, pintora[2]
- Carmem Prudente, voluntária[3]
- Maria Berenice Dias, desembargadora[2]
- Zilah Totta, educadora[2]